# نيو هودسون (نيويورك)
نيو هودسون (بالإنجليزية: New Hudson, New York)‏ هي بلدة أمريكية تقع في الولايات المتحدة في مقاطعة ألليغاني، نيويورك. يقدر عدد سكانها بـ 781 نسمة ومساحتها 94.4 كم2 وترتفع عن سطح البحر 608 متر.